# 叱吒風雲女沙皇
《叱吒風雲女沙皇》（英語：Catherine the Great）是一部1995年的電視電影，依據叶卡捷琳娜二世的生平改編。嘉芙蓮·薛達-鍾斯飾演凱瑟琳二世，珍·摩露飾演伊麗莎白女皇，奧馬·沙里夫飾演亞歷克賽·拉蘇莫夫斯基。
此片在2001年2月27日由A+E家庭娛樂發行美國版1區DVD，2009年9月23日憲樺國際影視有限公司發行台灣版3區DVD。

## 主要角色
- 嘉芙蓮·薛達-鍾斯 飾 叶卡捷琳娜二世
- 保羅·麥甘 飾 格利哥里·普譚金
- 珍·摩露 飾 伊麗莎白女皇
- 奧馬·沙里夫 飾 阿列克谢·拉祖莫夫斯基
- 尊·懷士-戴維斯 飾 普加喬夫
- 基斯托夫·華薩 飾 米羅維奇

## 外部連結
- 互联网电影数据库（IMDb）上《叱吒風雲女沙皇》的资料（英文）
- AllMovie上《叱吒風雲女沙皇》的资料（英文）
- 爛番茄上《叱吒風雲女沙皇》的資料（英文）
- 香港外語電影資料網上《叱吒風雲女沙皇 （页面存档备份，存于）》的資料 （繁體中文）
- 綜藝官網上《叱吒風雲女沙皇（页面存档备份，存于）》的影評 （英文）